# 海老名和明
海老名 和明（えびな かずあき、1946年6月12日- 2016年4月20日）は、日本の美術品梱包輸送技能者。美術品梱包輸送において、史上初めて、現代の名工（卓越技能者）に選ばれた。

## 来歴
1970年、日本通運入社。2005年11月9日「卓越した技能者の表彰（現代の名工）」に選ばれ、厚生労働大臣表彰と卓越技能章を受賞。美術品梱包輸送での受賞は史上初。
2009年、東京国立博物館で「国宝 阿修羅展」が開催され、輸送を担当する。このほかにも、数多くの門外不出の文化財の梱包輸送を担当した。2010年5月13日、京都造形芸術大学芸術表現・アートプロデュース学科「美術品の梱包輸送」講師。定年退職後も、日本通運美術品事業部技術顧問を務める。
2016年4月20日、膵癌のため死去。

## 担当した主な国宝・文化財
- 『阿修羅立像』 興福寺蔵
- 『頞儞羅大将立像』 新薬師寺蔵
- 『盧舎那仏坐像』 唐招提寺蔵
- 『薬師如来像』 唐招提寺蔵

## テレビ出演
- 2009年4月28日 - 『プロフェッショナル 仕事の流儀・第117回「不安の先に、光明はある」』
  - 6月22日 - 『スーパーJチャンネル・「空前の人気」東京から福岡へ 阿修羅像の“引っ越し“』

## 参考資料
- 『プロフェッショナル 仕事の流儀』（NHK総合テレビジョン）2010年4月28日放送
- 京都造形芸術大学 プロフェッショナルに学ぶ：展覧会ができるまで